# カトリーネホルム
カトリーネホルム（スウェーデン語: Katrineholm  発音1、 発音2) ）は、スウェーデンのセーデルマンランド県にある都市で、カトリーネホルム市の市庁所在地である。人口は2万4271人（2018年）。カトリネホルムとも表記される。

## 歴史

### 近代
この地に居を定めたカテリーナ・イレンホルムという貴族にちなみ命名された。鉄道のストックホルム-ヨーテボリ線とストックホルム-マルメ線のジャンクションとして発展。人口は1917年に6000人を数え、1971年にカトリーネホルム市の中心都市になった。

### 現代

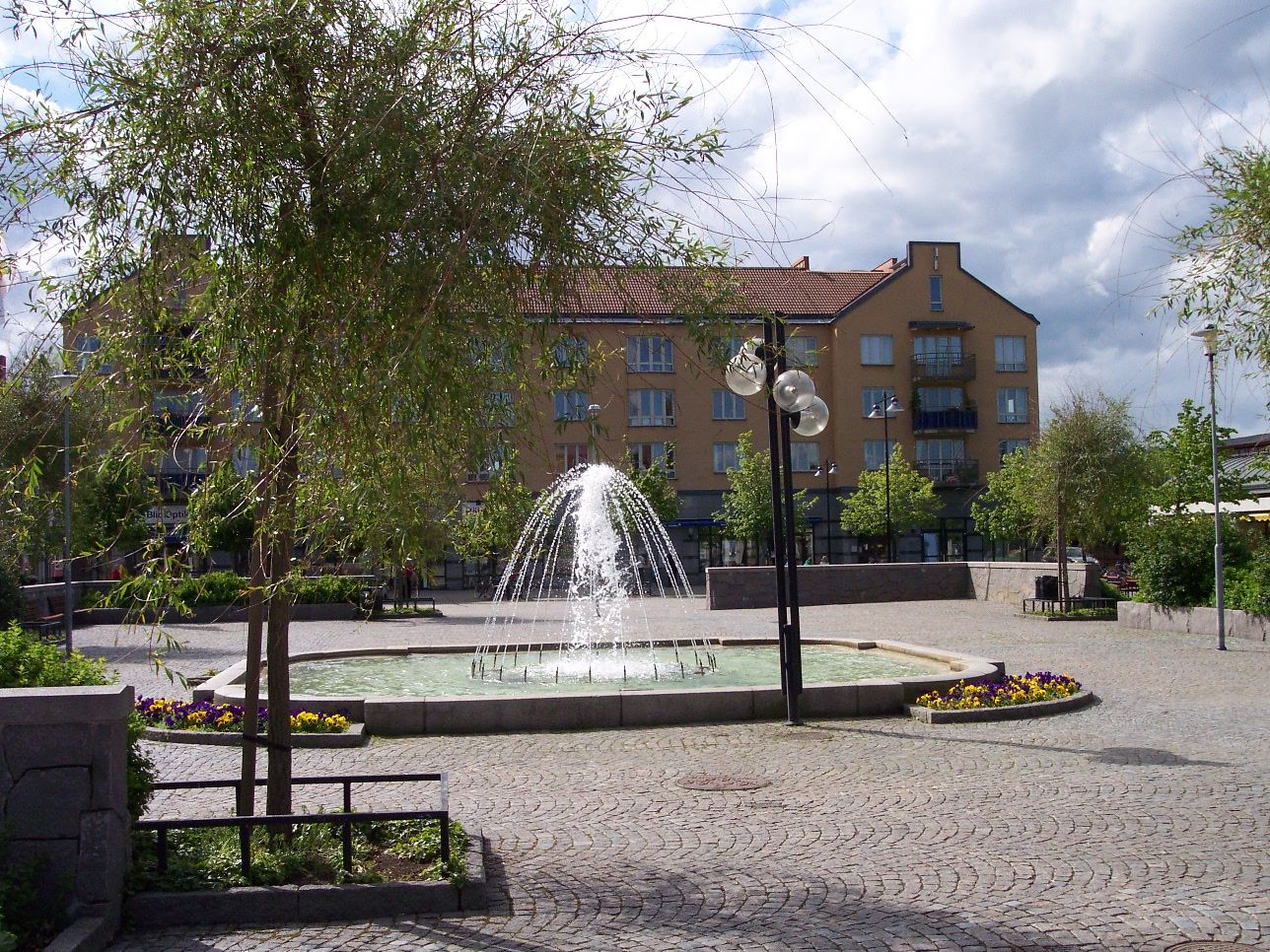
広場

市内に進出しているエリクソンやスカニアなどの多国籍企業は1990年代、一部がリストラに踏み切った。現在は交通の便を生かしてストックホルムなどの主要都市に通勤する人が多い。
1970年代から1980年代まで、全国リーグの3度優勝を果たしたバンディの強豪があった。いまでも国際バンディ連盟が事務所を置いている。

## スポーツ
サッカーのヴェルンボルスFCの本拠地。

## ゆかりの人物
- 「アドヒーシヴ」 - パンク・ロック・バンド
- アンデシュ・リンドストローム - ロックバンド「ヘラコプターズ」のメンバー
- アネット・オルゾン - 歌手
- エリク・ハッスル - シンガーソングライター
- ヘドヴィグ・リンダール - 女子サッカー選手
- ラーシュ・ラーゲルベック - サッカー指導者
- マルクス・ヘイッキネン - サッカー選手
- P・C・イェシール - 作家
- ロベルト・グスタフソン - 俳優、コメディアン
- ロベルト・カールソン - ゴルフ選手
- スサンネ・グンナルソン - カヌー選手
- トマス・グスタフソン - スピードスケート選手